# بوبي كانون
بوبي كانون (بالإنجليزية: Poppy Cannon)‏ هي كاتِبة أمريكية، ولدت في 2 أغسطس 1905، وتوفيت في 1 أبريل 1975.